# Winfried Glade
Winfried Glade SVD (* 2. November 1941 in Marburg an der Lahn; † 24. Oktober 2015 im Missionshaus St. Gabriel) war ein deutscher katholischer Theologe.

## Leben
Winfried Glade besuchte ab 1953 das Missionsgymnasium St. Xaver in Bad Driburg. Nach dem Abitur 1961 trat er wegen der Zusammenlegung der beiden Studienhäuser St. Augustin/St. Gabriel in das Noviziat SVD in St. Gabriel in Mödling ein. Er legte 1963 die ersten Gelübde und 1967 die ewigen Gelübde ab. Er übersiedelte 1964 zum Studium der Theologie an der Philosophisch-Theologischen Hochschule nach Sankt Augustin bei Bonn. Am 23. September 1967 wurde er  zum Priester geweiht. Im Laufe des Jahres 1968 erwarb er das Lizentiat. In Trier erwarb er 1968 das Diplom am Liturgischen Institut und absolvierte ein Zusatzstudium an der Theologischen Fakultät Trier, wo er 1976 zum Dr. theol. promoviert wurde. Der Generalrat der SVD erteilte ihm am 9. Juli 1969 den Lehrauftrag für Liturgiewissenschaft in St. Gabriel. Bis 1975 machte er jährlich kurze Aufenthalte in St. Gabriel, öfters mit Heinrich Rennings, der Blockvorlesungen in Liturgiewissenschaft hielt. In dieser Zeit war er Assistent bei Rennings am Liturgischen Institut in Trier und wohnhaft in der Pfarre Lampaden, die Rennings betreute. Im Dezember 1975 übersiedelte er nach St. Gabriel. 1976 wurde er zum verantwortlichen Leiter für die Liturgiegestaltung unserer Gottesdienste und für die Angelegenheiten der Sakristei ernannt. Am 9. August 1977 wurde offiziell zum Lektor ernannt. Seit 1977 war er Prodekan der Theologischen Hochschule St. Gabriel. Er war Mitglied der Liturgischen Kommission der Erzdiözese Wien (1984–1989), der Liturgischen Kommission für Österreich (LKÖ), der Studienkommission der IAG für Meßliturgie und Meßbuch (Organisator der Gruppe Salzburg) (1988–2001), der Arbeitsgemeinschaft Katholischer Liturgikdozentinnen und Liturgikdozenten im deutschen Sprachgebiet (mehrere Jahre Sprecher der Sektion Österreich), der Societas Liturgica (International society for liturgical study and renewal) und des Abt-Herwegen-Instituts Maria Laach e.V.

## Schriften (Auswahl)
- Die Taufe in den vorcanisianischen katholischen Katechismen des 16. Jahrhunderts im deutschen Sprachgebiet (= Bibliotheca humanistica & reformatorica. Band 27). de Graaf, Nieuwkoop 1979, ISBN 90-6004-359-6 (zugleich Dissertation, Theologische Fakultät Trier 1976).
- Christ im Advent. Meditationen zu den Eucharistiefeiern der Werktage im Advent (= Pustets kleine Predigtreihe). Pustet, Regensburg 1979, ISBN 3-7917-0615-2.
- In der Schule der Fastenzeit. Meditationen zu den Eucharistiefeiern der Werktage der österlichen Bußzeit (= Pustets kleine Predigtreihe). Pustet, Regensburg 1981, ISBN 3-7917-0689-6.
- Wir können unmöglich schweigen. Meditationen zu den Eucharistiefeiern der Werktage in der Osterzeit (= Pustets kleine Predigtreihe). Pustet, Regensburg 1982, ISBN 3-7917-0736-1.
- Erschienen ist die Güte Gottes. Meditationen zu den Eucharistiefeiern der Weihnachtszeit (= Pustets kleine Predigtreihe). Pustet, Regensburg 1983, ISBN 3-7917-0868-6.
- als Herausgeber mit Martin Klöckener: Die Feier der Sakramente in der Gemeinde. Festschrift für Heinrich Rennings. Butzon und Bercker, Kevelaer 1986, ISBN 3-7666-9444-8.